# Oldenlandia nutans
Oldenlandia nutans är en måreväxtart som beskrevs av Theodoric Valeton. Oldenlandia nutans ingår i släktet Oldenlandia och familjen måreväxter. Inga underarter finns listade i Catalogue of Life.